# 한국스키박물관
한국스키박물관은 한국의 스키와 관련된 자료 및 생활사를 연구, 전시하는 한국스키박물관은 크게 6개의 전시실로 구성하여 주제별로 스키와 관련된 생활사와 한국스키의 발전과정을 체계적으로 정리 및 전시하고 있는 스키전문 박물관이다. 강원특별자치도 고성군 간성읍 흘리 106-28 알프스 스키장 내에 위치하고 있다.

## 연혁
- 1990년 12월 14일 개관 (문화공보부등록번호 제30호 박물35106-8389)

## 전시관
지상 4층, 지하 1층의 건물로 구성되어 있다. 1층 전시실에는 한국의 고대썰매, 창, 설피의 실물과 썰매제작과정, 썰매기술 해설과 썰매를 타고 사냥하는 모습이 전시되어 있다. 2층은 각종 스키대회 과정 및 장소의 사진과 함께 근대 스키부터 현대스키까지 연대별로 알파인, 크로스컨트리스키, 산악스키, 점프스키와 1967년 한국에서 생산된 스키 등이 전시되어 있다. 3층은 스키서적, 사진, 관계 자료실 겸 연구실로 되어 있으며 4층은 자료실 및 관장실이 있다. 또한 지하층은 스키교육 및 홍보관으로 활용되고 있다.

## 관람 안내
- 관람 시간 : 09:00 ~ 18:00
- 휴관일 : 없음
- 관람료 : 어른 1,100원, 어린이 550원